# 여수연안여객선터미널
여수연안여객선터미널은 대한민국 여수시 교동의 여수구항에 위치하고 있는 여객선 터미널이다.

## 항로
현재 운행하는 여객선은 여수시 남면과 화정면 방면을 잇는 연안 여객선이 있으며 남면 방면으로 가는 배편으로 여객선이 아닌 도선이 여수시 돌산읍 신기선착장에서 운행하고 있다.
거문도방면으로 가는 여객선이 있으며 이 여객선은 손죽도와 초도를 경유한다.
남해군 서상항을 잇는 항로가 개설되어 도선이 운행중이고 오동도와 돌산우두리 선창에서 유람선이 운행하고 있다. 

## 도선
여수구항내를 순환 운행하는 도선이 있고 여수시 중앙동 주민센터앞 나룻터 - 여수 장군도 -  돌산우두리를 순환 운행하며 낚시객들이 장군도를 찾는데 주로 이용된다.
여수시 국동항에서 경호동을 오가는 도선이 운행한다.

## 개설예정항
여수엑스포를 맞이하여 제주항로가 재취항 할 예정이고 이 여객선은 돌산대교의 교각높이에 따라 여수구항 항내 운행이 불가능하여 여수신항 통합여객터미널에 접안할 예정이다.
통합여객터미널은 8만톤급까지 접안이 가능하며 제주행 노선뿐만 아니라 엑스포기간내에 일본행 노선이 운행될 예정이고 국제 크루즈선이 엑스포 기간 동안 임시 접안할 예정이다.
역사 후면 100미터 지점에 여수역이 있어서 전라선 승객의 환승이 가능할 것으로 보인다.

## 시간표 및 운임
여수연안여객선의 시간표와 운임은 이곳에서 확인할 수 있다.
풍랑주의보 풍랑경보 태풍주의보 태풍경보 발효시 운행중지되기 때문에 기상이 나쁠 경우 탑승전에 전화확인을 할 필요가 있다.